# علنج شوجبي الأوراق
علنج شوجبي الأوراق (الاسم العلمي:Alangium premnifolium) هو نوع من النباتات يتبع جنس العلنج من الفصيلة القرانية. سمي هذا النوع شوجبي الأوراق لتشابه أوراقه مع أوراق نبات الشوجب.